# Loods 24
Loods 24 était un entrepôt utilisé pour le stockage du tabac dans la ville néerlandaise de Rotterdam, situé entre le port Binnenhaven et le port Spoorweghaven.
Durant la Seconde Guerre mondiale, cet entrepôt est utilisé par les forces d'occupation allemandes comme lieu de rassemblement pour la déportation de la population juive de Rotterdam. L'entrepôt est détruit après la guerre et l'endroit, appelé Plein Loods 24, est transformé en un lieu de commémoration des déportations qui se sont déroulées de 1942 à 1945 à Rotterdam. Plusieurs monuments commémoratifs s'y trouvent.

## La communauté juive de Rotterdam durant la Seconde Guerre mondiale
Avant la guerre, 13 000 juifs vivent à Rotterdam. La communauté est la troisième plus large du pays, après celle d'Amsterdam et de La Haye. Le pays est vaincu militairement en 1940 et occupé par les forces armées nazies jusqu'en 1945. Aux Pays-Bas, comme dans le reste de l'Europe, les juifs sont victimes de mesures discriminatoires, et ils doivent se faire enregistrer auprès des autorités administratives. À Rotterdam, les noms et adresses de 8 368 Juifs sont enregistrées,.
Entre le 30 juillet 1942 et le 22 avril 1943, 6 790 d'entre eux sont déportées au départ du Loods 24 (ou Hangar 24) en huit transports. La grande majorité des juifs qui sont passés par le Loods 24 ont été assassinés dans les camps de Sobibór et d'Auschwitz-Birkenau. Une recherche menée en 2000 suggère que seulement 144 personnes ont survécu à ces déportations.

## Déportations
Le 29 juillet, 2 000 hommes juifs en âge de travailler sont convoqués pour le lendemain, dans le cadre d'une mesure de travail obligatoire, l'Arbeidseinsatz. Le 30 juillet 1942, 1 100 personnes se présentent à six heures à l'Entrepôt 24. Ils sont acheminés, durant la nuit, au camp de regroupement et de transit néerlandais Westerbork. Huit cents personnes se présentent lors d'une deuxième convocation, le dimanche 2 août 1942, puis seulement 500 lors du troisième appel.
À partir d'octobre 1942, les Rotterdamois juifs qui ne se sont pas enregistrés d'eux-mêmes sont embarqués de force lors de rafles. Ainsi, le 3 octobre, le commandement des forces de police et de sécurité ordonne le rassemblement de 300 policiers dans leur quartier général de l'avenue Heemraadsingel. Ils sont divisés en groupes de trois personnes obligatoirement composés d'un officier allemand. Les rafles ont lieu durant la nuit. Il s'agit principalement des membres restants des familles d'hommes déjà déportés.
Quelques jours plus tard, le 8 octobre 1942, les personnes de plus de 60 ans sont emmenées à Westerbork et de là, dans les camps d'extermination nazis. Le 26 février 1943, plusieurs institutions juives, l'orphelinat, le centre d'accueil pour personnes âgées de l'avenue Claes de Vrieslaan et l'hôpital de l'avenue Schietbaanlaan, sont vidés de leurs occupants : 269 orphelins, malades et personnes âgées sont transférés à Westerbork. Entre 1943 et 1944, des dizaines d'arrestations supplémentaires se déroulent dans le pays, notamment celles des membres du conseil juif de Rotterdam, détenus au camp de concentration Vught.

## Création de la place et monuments de commémoration
Dans les années cinquante, le hangar est démoli. En 1966 commence un travail de recherche, mené par cinq personnes bénévoles, pour retrouver les noms des personnes déportées dans les archives municipales.
L'association Loods 24 est créée en 1987. Alors que le quartier Kop van Zuid est en cours de rénovation pour laisser place aux habitations et bureaux, l'association demande que le site de l'ancien hangar soit préservé, sans construction, que des éléments commémoratifs simples soient utilisés et que certaines rues adjacentes prennent le nom de personnes qui ont aidé les membres de la communauté juive. La ville accède à cette demande et charge l'architecte Paul Achterberg d'en concevoir les plans. Le site lui-même prend le nom de Plein Loods 24.
La place réaménagée est inaugurée en 1992. Elle comprend un certain nombre de pelouses, destinées à la réflexion et au repos, ainsi qu'un banc de pierre. Un ancien morceau de mur du hangar a été préservé, dans la rue Stieltjesstraat. Il est mis en valeur et accompagné d'une plaque commémorative, pour rappeler la fonction de cette place durant la guerre.
En 1999, un monument lumineux conçu par l'artiste Pieter Figdor, composé de cinq mâts surmontés de lumières, est érigé.
Le 28 juillet 2005, une plaque commémorative, placée près de l'ancien mur, est inaugurée. Puis, en 2013, le monument des enfants juifs déportés, le Joods Kindermonument, est inauguré sur la même place.

## Galerie

Loods 24
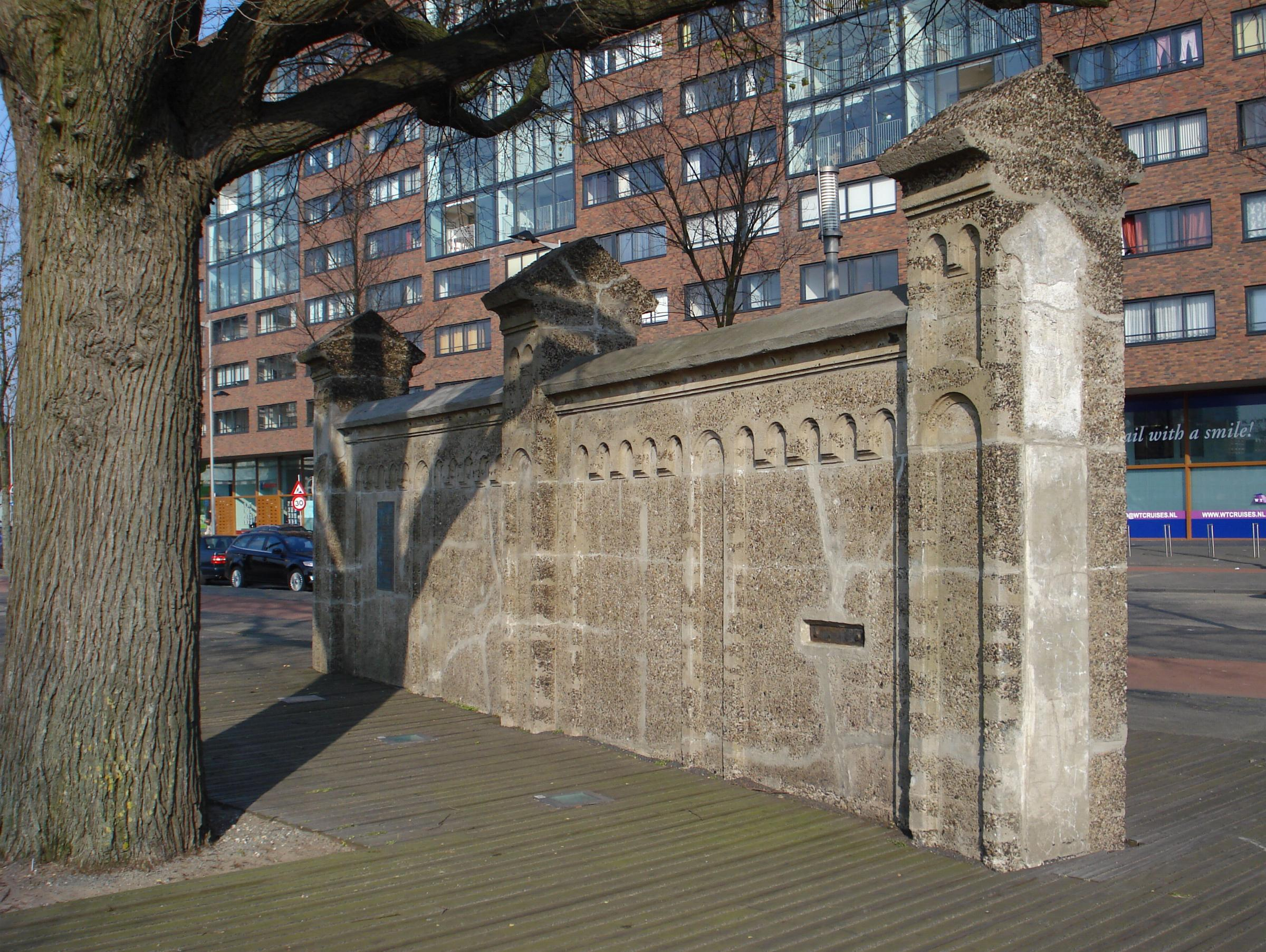
Vestiges de l'ancien mur de l'entrepôt.
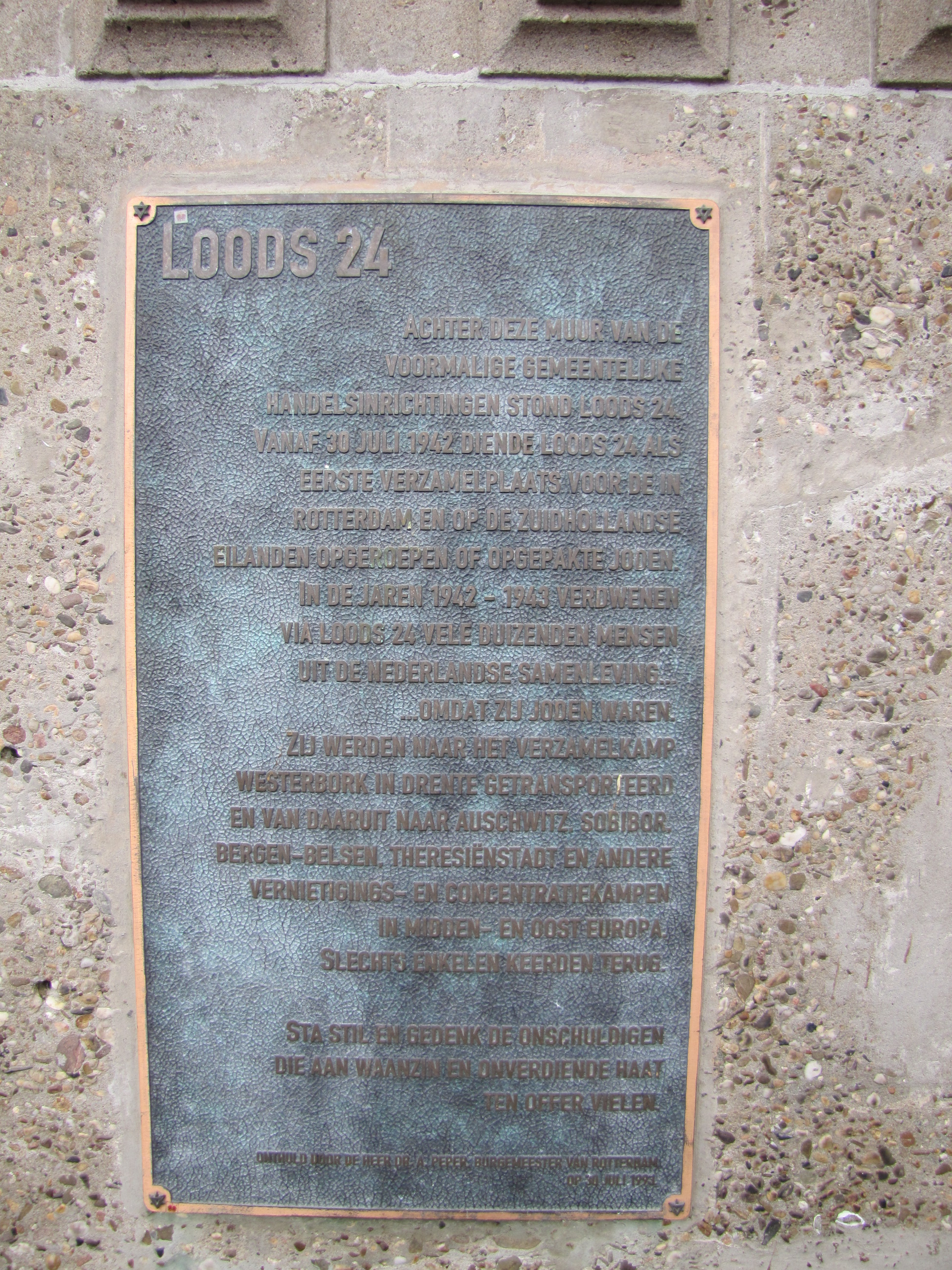
Plaque sur le mur commémoratif.
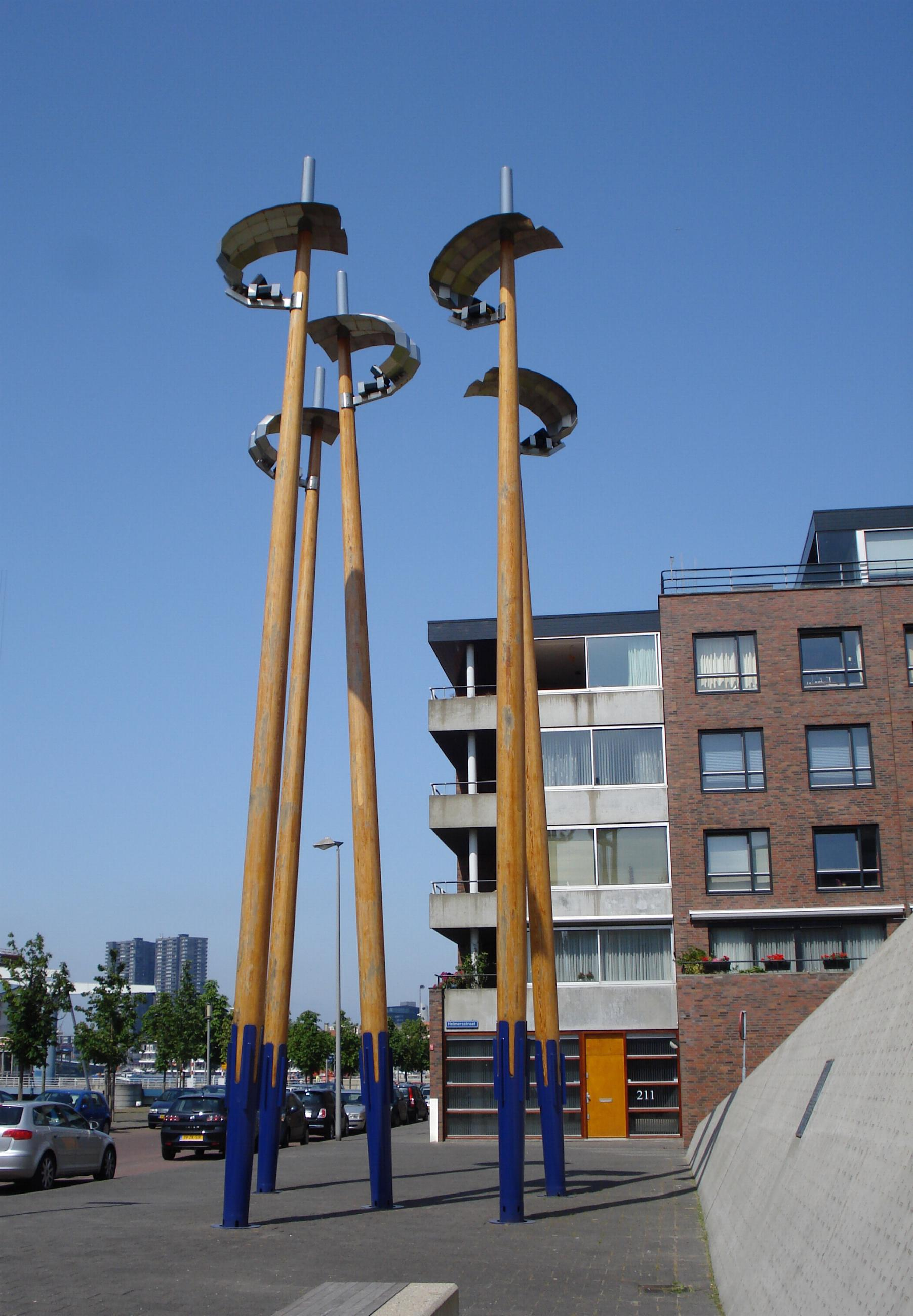
Monument commémoratif lumineux de la place.
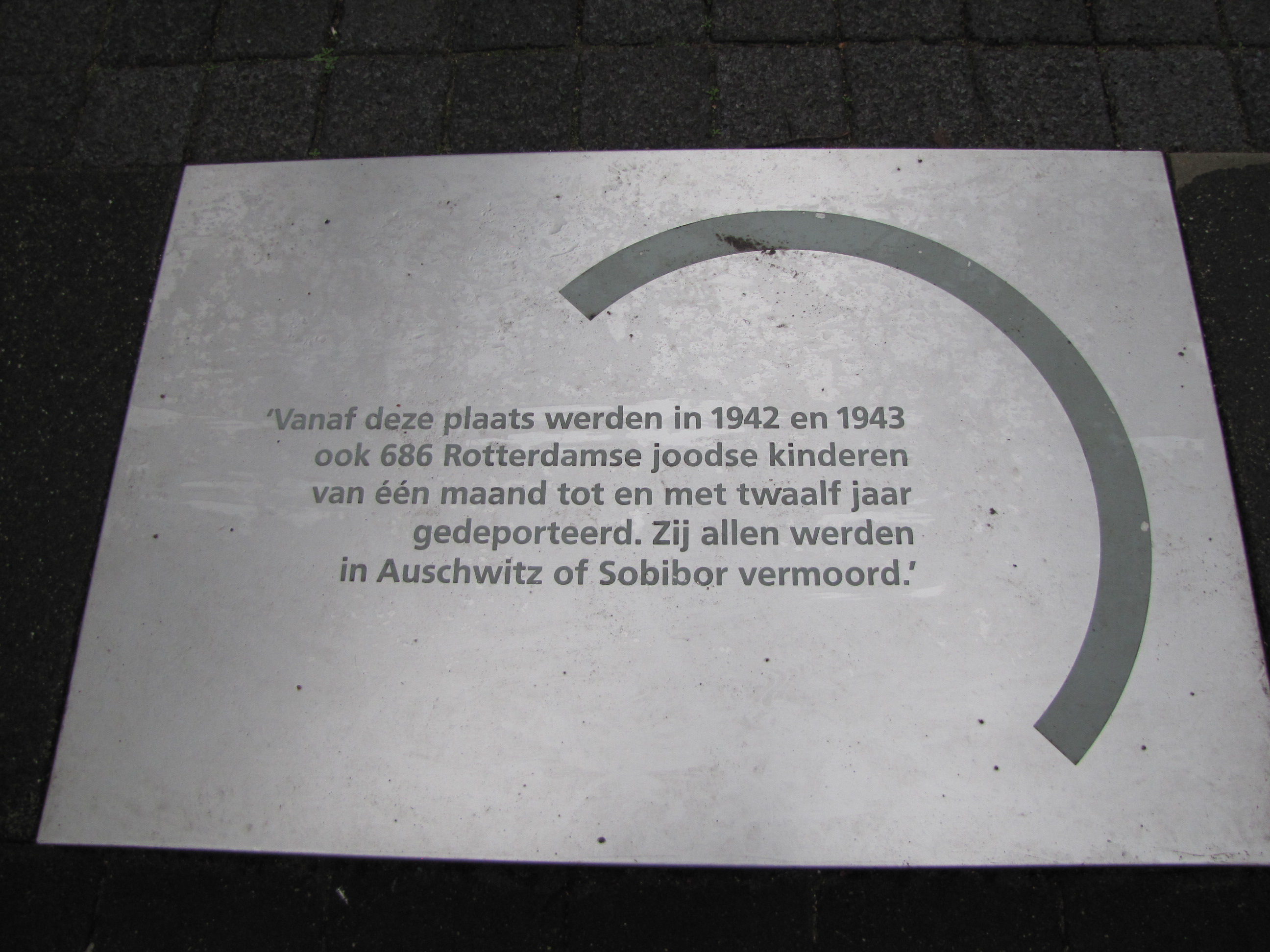
Plaque commémorative.
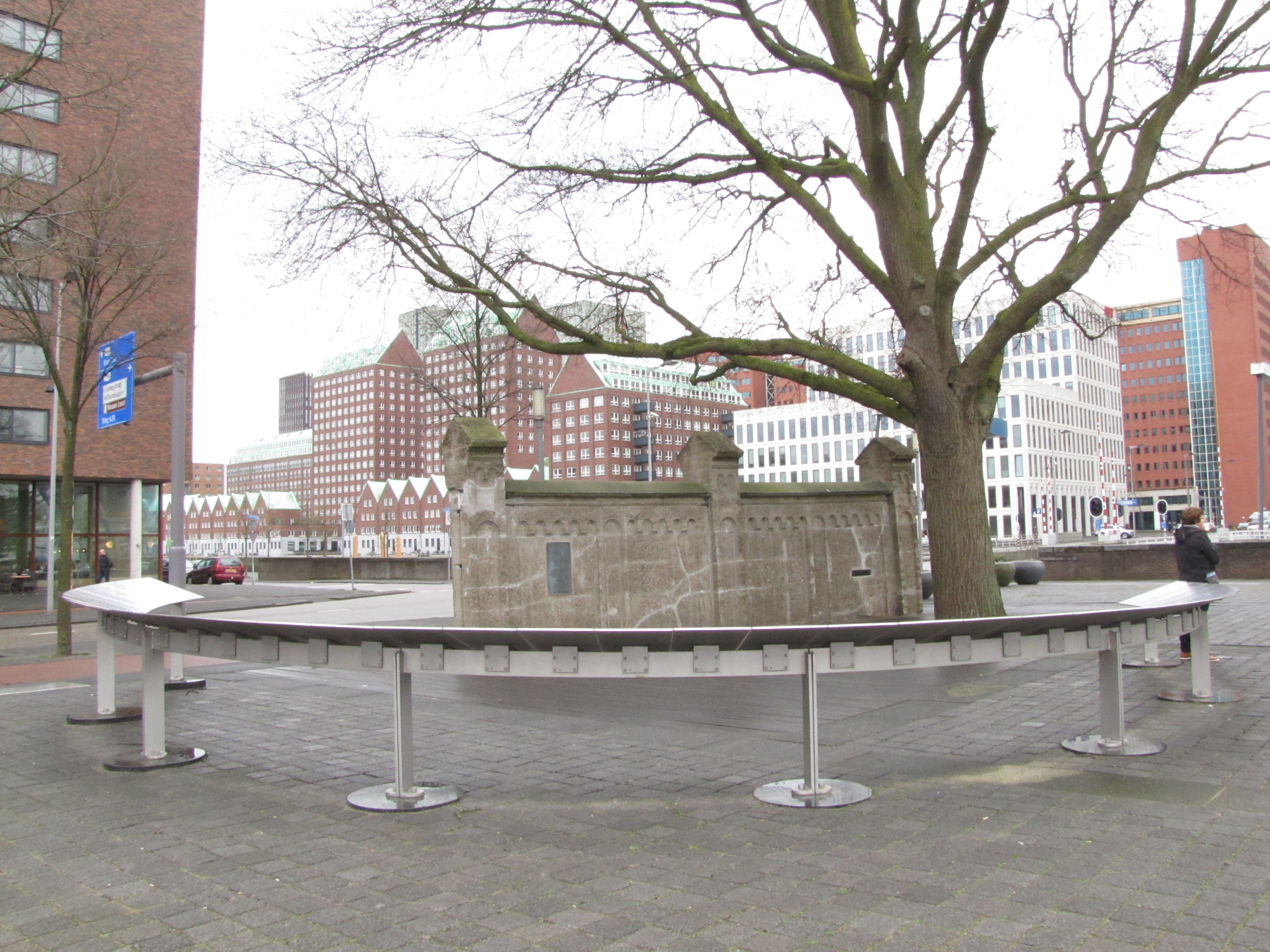
Mur et monument des enfants déportés.
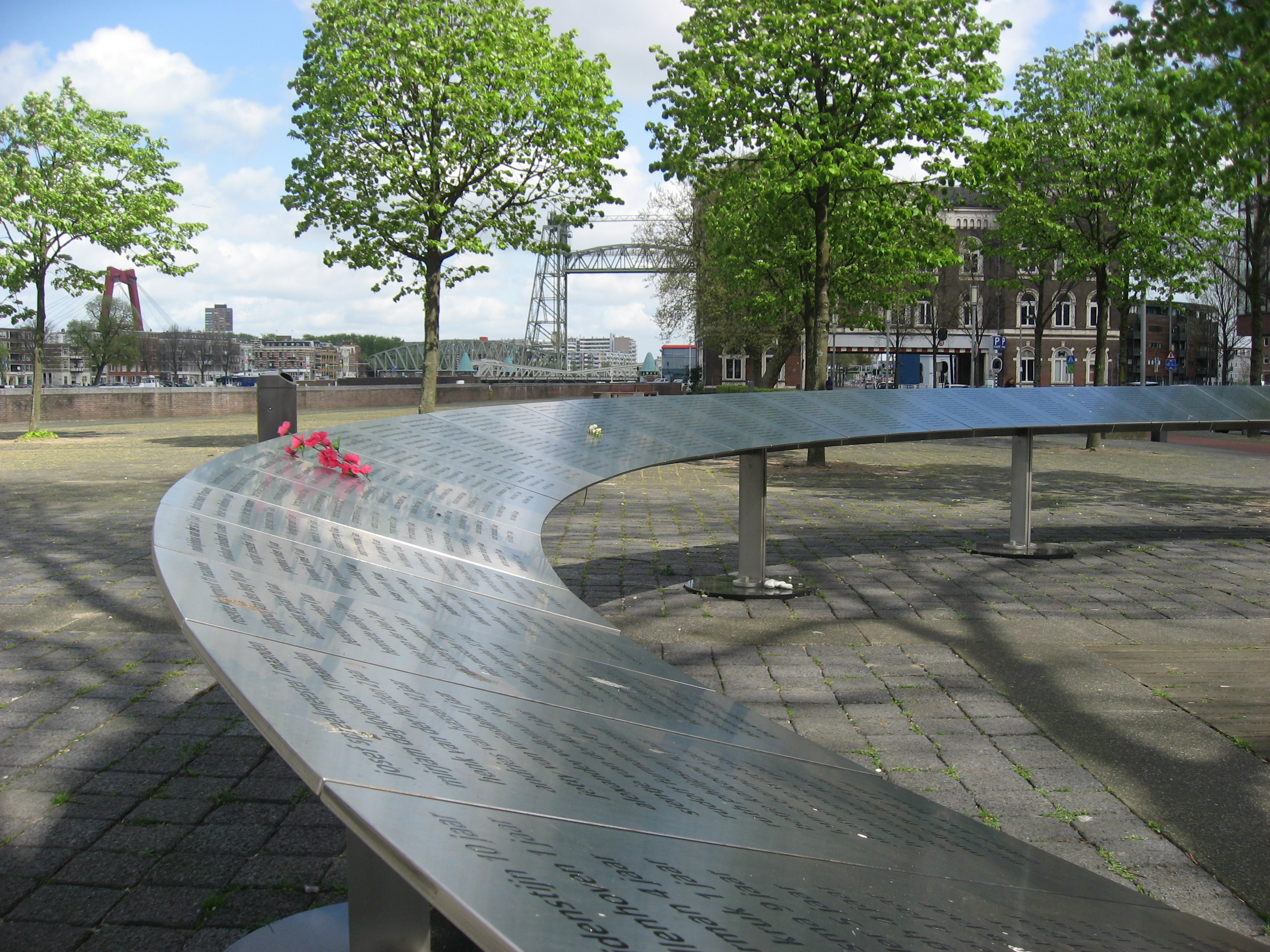
Inscriptions des noms des enfants.

## Changement des noms de rue
Les rues à proximité de Loods 24 sont renommées en mémoire de membres de la communauté juive de Rotterdam rescapées des camps et de personnes qui sont venues en aide à la communauté. Ainsi, l'avenue Louis Pregerkade porte le nom d'un enseignant juif qui a échappé à la déportation en se cachant, l'avenue Eva Cohen-Hartogkade porte le nom d'Eva Cohen, membre du conseil de femmes Joodsche Vrouwenraaad, rescapée du camp de Theresienstadt, et l'avenue Levi Vorstkade, celui d'un rescapé du camp de concentration de Bergen Belsen, devenu rabbin à Rotterdam après la guerre. Enfin, la rue Eric Kropstraat porte le nom d'un enseignant et membre de la résistance qui est venu en aide à des personnes juives.

## Commémoration annuelle
Chaque année, le 30 juillet, jour anniversaire du premier départ vers les camps de concentration, une cérémonie est organisée au Loods 24, pour commémorer les victimes des déportations de la Seconde Guerre mondiale.